# اسپارتاکوس: خدایان میدان نبرد
اسپارتاکوس: خدایان میدان نبرد یا اسپارتاکوس: خدایان آرنا (به انگلیسی: Spartacus: Gods of the Arena) مینی‌سریال محصول شبکه استارز و مکمل مجموعه اسپارتاکوس: خون و شن است. این مجموعه از تاریخ ۲۱ ژانویه ۲۰۱۱ تا ۲۵ فوریه ۲۰۱۱ در ۶ قسمت پخش می‌شود. این مجموعه داستان گانیکوس به بازیگری داستین کلر دومین گلادیاتور قهرمان مسابقات کاپوا را نقل می‌کند و ماجرای آن به قبل از حضور اسپارتاکوس به عنوان یک برده بازمی‌گردد. از مجموعه اول شخصیت‌های باتیاتوس، لوکرشیا، اونمائوس و کریکسوس در این قسمت حضور دارند.
این قسمت از سریال به دلیل بیماری نقش اول این سریال یعنی اندی ویتفیلد در نقش اسپارتاکوس ۶ قسمت این سری را به گذشته خانه باتیاتوس اختصاص دادند. اندی وایفیلد به دلیل بیماری سرطان نتوانست در این سری بازی کند و این فصل از سریال اسپارتاکوس به دوران پدر باتیاتوس و قهرمان شدن کریکسوس و گانیکوس دیگر گلادیاتور آن زمان بر می‌گردد.

## داستان
در فصل دوم سریال اسپارتاکوس قهرمان کاپوا گانیکوس که در خانهٔ پدر باتیاتوس تربیت شده و به مبارزی تبدیل شده‌است که حتی با چشمان بسته رقیبان خویش را شکست می‌دهد؛ همین دلاوری‌های او سبب می‌شود تا افراد با نفوذ کاپوا خواستار او باشند که سبب درگیری‌هایی بین باتیاتوس و آن‌ها می‌شود.
از طرفی گانیکوس به دلیل خیانت کردن به بهترین دوست خود در خانهٔ باتیاتوس دچار عذاب می‌شود و در نهایت می‌توان گفت داستان سری دوم این سریال مبارزه خونین خیانت و پیروزی است.